# AMD
Advanced Micro Devices (AMD) američki je multinacionalni proizvođač računalnih procesora i srodnih tehnologija iz Santa Clare u Kaliforniji. Iako je u početku proizvodio vlastite procesore, poslije je proizvodnju isposlio (engleski: outsourcing) izdvajanjem ogranka GlobalFoundries 2009.
Glavni proizvodi AMD-a uključuju mikroprocesore, čipsete za matične ploče, embedded procesore i grafičke procesore za osobna računala, servere te radne stanice.

## Povijest
AMD ulazi u posao izrade računačnih procesora kada IBM daje ultimatum Intelu da mora ustupiti svoje proizvodne patente minimalno još jednom proizvođaču. Tako izabrani proizvođač postaje AMD.
Tijekom posljednjih 25 godina veći broj drugih kompanija pokušao je neuspješno ući na tržište Intelovih procesora, ali su sve osim AMD-a doživjele neuspjeh različitih nivoa. Posljednje procesorske borbe do istrebljenja vođene su polovicom devedesetih godina zbog porasta cijena dizajniranja i proizvodnje novih procesora. U tom razdoblju nemajući u sebi dovoljno snage za tehnološki napredak AMD se prebacio na kupovine. Imajući očito u rukama proizvod (procesor K5) koji nitko ne želi kupiti AMD kupuje kompaniju Nexgen čiji procesor poslije izdaje na tržištu pod imenom K6. Ta odluka tad je ujedno spasila AMD i prebacila njegov fokus na nove saveze i kupovine. Tako je dizajnerski tim Alpha procesora stvorio procesor Athlon koji prvi put izjednačuje računalne snage AMD-a i Intela. 
Trenutačno na proizvodnji novih procesora AMD se nalazi u patentnom savezu s IBM-om i Appleom.
Drugi manji samostalni proizvođači procesora kao kompanije Centaur ili Cyrix koji nisu našli spas u tim savezima propali su između 1996. i 1998 godine.
AMD završava akviziciju ATI-ja 25. listopada 2006. godine te se kupnjom te tvrtke proširuje i na tržište grafičkih procesora.

## AMD-ovi procesori

### Generacija Am2900 (1975.)
- Am2901
- Am2902
- Am2903
- Am2904
- Am2905
- Am2906
- Am2907
- Am2908
- Am2909
- Am2910
- Am2911
- Am2912
- Am2913
- Am2914

### 29000 (29K) (1987.–95.)
- AMD 29000
- AMD 29027
- AMD 29030
- AMD 29050
- AMD 292xx

### Procesori vrste x86 s Intelovim dizajnom (1979.–91.)
- 8086.
- 8088.
- Am286

### Generacijex86 originalnog dizajna
- Am386 (1991)
- Am486 (1993)
- Am5x86(1995)

### Generacija K5 (1995.)
- AMD K5 (SSA5/5k86)

### Generacija K6 (1997.–2001.)
- AMD K6 Nexgen (1997)
- AMD K6-2 (Chompers/CXT)
  - AMD K6-2-P (Mobile K6-2)
- AMD K6-III (Sharptooth)
  - AMD K6-III-P
- AMD K6-2+
- AMD K6-III+

### Generacija K7(1999.–)
- Athlon (Slot A) (Argon,Pluto/Orion,Thunderbird) (1999)
- Athlon (Socket A) (Thunderbird) (2000)
- Duron (Spitfire,Morgan,Applebred) (2000)
- Athlon MP (2001) (Palomino,Thoroughbred,Thorton) (2001)
- Athlon 4 (Corvette/Mobile Palomino)  (2001)
- Athlon XP (Palomino,Thoroughbred (A/B),Barton,Thorton) (2001)
- Mobile Athlon XP (Mobile Palomino) (2002)
- Mobile Duron (Camaro/Mobile Morgan) (2002)
- Sempron (Thorton,Barton) (2004)

### Generacija K8(2003.–)
- Opteron                    (SledgeHammer) (2003)
- Athlon 64 FX     (SledgeHammer) (2003)
- Athlon 64                  (ClawHammer/Newcastle) (2003)
- Mobile Athlon 64 (Newcastle) (2004)
- Athlon XP-M      (Dublin) (2004) Note: AMD64 obustavljen projekt
- Sempron                    (Paris) (2004) Note: AMD64 prekinu projekt
- Athlon 64                  (Winchester) (2004)
- Turion 64                  (Lancaster) (2005)
- Athlon 64 FX     (San Diego) (2005)
- Athlon 64                  (San Diego/Venice) (2005)
- Sempron                    (Palermo) (2005)
- Athlon 64 X2               (Manchester) (2005)
- Athlon 64 X2               (Toledo) (2005)
- Athlon 64 X2               (Windsor) (planiran u prvoj polovici 2006)
- Athlon 64                  (Orleans) (planiran u prvoj polovici 2006)
- Sempron                    (Manilla) (planiran u 2006)

### Generacija K10
Prvi procesori ove generacije predstavljeni su 10. rujna 2007. Procesori K10 proizvedeni su kao dvojezgreni, trojezgreni i četverojezgreni, svi na jednom silicijskom waferu, što ima svoje prednosti i mane u odnosu na trenutačne Intelove procesore (veća brzina ako je potrebna komunikacija između procesora, ali i veća mogućnost otpada – sve jezgre trebaju biti ispravne da bi procesor bio ispravan).
- Opteron (Barcelona) (10. rujna 2007.)
- Phenom FX (Agena FX) (Q4 2007)
- Phenom X4 9-series (Agena) (Q4 2007.)
- Phenom X3 7-series (Toliman) (H1 2008.)
- Athlon X2 6-series (Kuma) (Q4 2007.)
- Athlon X2 (Rana) (Q4 2007.)
- Sempron (Spica)
- Opteron (Budapest)
- Opteron (Shanghai)
- Opteron (Cadiz)
- Opteron (Zamora)
- Opteron (Montreal)